# 蔡袁强
蔡袁强（1965年10月—），浙江诸暨人，教授、博士生导师，一级注册结构工程师，注册土木工程师(岩土)。2008年到2015年任温州大学校长。2015年7月任浙江工业大学校长。2017年7月任浙江工业大学党委书记。

## 简历
1983年就读于浙江大学土木系，1989年取得浙大岩土工程硕士学位，1998年在职博士毕业；1998年7月晋升为教授，1999年成为博士生导师。
1996年5月兼任浙江大学基本建设处副处长、总工程师；2002年9月任浙江大学出版社社长。
2006年6月任温州大学副校长，2008年3月任温州大学校长。2015年7月25日，担任浙江工业大学校长。2017年7月任浙江工业大学党委书记。